# Hubert Hurkacz
Hubert Hurkacz (* 11. Februar 1997 in Breslau) ist ein polnischer Tennisspieler.

## Karriere

### Bis 2015: Juniorenkarriere
Hurkacz, der mit fünf das Tennisspielen anfing, bestritt bereits auf der ITF Junior Tour diverse Turniere. Er nahm an allen vier Grand-Slam-Turnieren teil und erreichte 2015 bei Australian Open mit Alex Molčan das Doppelfinale. Dort mussten sie sich in drei Sätzen den Australiern Jake Delaney und Marc Polmans geschlagen geben. Seine beste Platzierung in der Juniorenweltangliste war ein kombinierter 29. Rang im Januar 2015. Insgesamt gewann er in seiner Juniorenkarriere zwei Einzel- und fünf Doppeltitel.

### 2014–2017: Anfänge auf der Profitour
Ab 2014 spielte Hurkacz auch regelmäßig Turniere auf der Profitour, hauptsächlich auf der unterklassigen ITF Future Tour und ATP Challenger Tour. Auf der Future Tour konnte er bis 2017 zwei Einzel- und drei Doppeltitel gewinnen.
Nachdem er zu Beginn außerhalb der Top 1000 geführt worden war, schaffte er nach seinem ersten Titelgewinn auf der Future Tour im September 2015 den Sprung in die Top 700 der Welt. In der Folgezeit arbeitete er sich beständig in der Rangliste weiter nach oben, ohne zunächst größere Erfolge auf der Challenger Tour vorweisen zu können. Im März 2016 feierte Hurkacz im Spiel gegen Argentinien sein Debüt für die polnische Davis-Cup-Mannschaft. Er verlor sein erstes Einzel gegen Leonardo Mayer und gewann das bedeutungslose letzte Spiel gegen Renzo Olivo. Im Playoff-Spiel gegen Deutschland kam er erneut zum Einsatz, verlor jedoch beide Einzel. Insgesamt hat er dort eine Bilanz von 2:8. 2017 stand er in Shenzhen seinem ersten Finale auf der Challenger Tour, das er in drei Sätzen gegen Radu Albot verlor. Er beendete das Jahr auf dem 238. Rang im Einzel und dem 329. Rang im Doppel.

### Seit 2018: Etablierung auf der ATP Tour und erster Titel
Der Durchbruch auf der ATP World Tour gelang Hurkacz im Jahr 2018. Nachdem er bei den Australian Open noch in der Qualifikation gescheitert war, qualifizierte sich Hurkacz in Budapest zum ersten Mal für ein Hauptfeld auf der ATP World Tour, wo er sein Auftaktmatch gegen Lorenzo Sonego verlor. Bei den French Open gelang ihm auch bei einem Grand-Slam-Turnier dann erstmals der Sprung ins Hauptfeld. Er gewann sein Erstrundenspiel gegen Tennys Sandgren, der damaligen Nummer 54 der Welt, in vier Sätzen. In der zweiten Runde verlor er jedoch gegen Marin Čilić. In der Folgewoche nahm Hurkacz beim Challenger in Posen teil und besiegte dort im Finale den topgesetzten Japaner Taro Daniel deutlich mit 6:1, 6:1. Damit  feierte er seinen ersten Titel auf der Challenger Tour und erreichte mit dem 119. Rang seine beste Platzierung in der Weltrangliste. Auch in Wimbledon zog er – als Lucky Loser – ins Hauptfeld ein, wo er in der ersten Runde gegen Bernard Tomic ausschied. Bei den US Open verlor er wie bei den French Open in der zweiten Runde gegen Marin Čilić, kam dadurch aber erstmals in die Top 100 der Weltrangliste. Zum Ende der Saison gewann er beim Turnier von Brest seinen zweiten Challenger-Titel.
2019 konnte Hurkacz bei fast allen großen Turnieren im Hauptfeld starten. Zwar schied er bei drei von vier Grand-Slam-Turnieren in der ersten Runde aus, in Wimbledon erreichte jedoch erstmals die dritte Runde eines Grand-Slam-Turniers und musste sich dort erst dem Weltranglistenersten Novak Đoković geschlagen geben. Hurkacz' erfolgreichstes Masters-Turnier war in Indian Wells, wo er bis ins Viertelfinale kam und gegen Roger Federer unterlag. Davor hatte er mit Kei Nishikori einen Top-10-Spieler und mit Denis Shapovalov sowie Lucas Pouille zwei Top-30-Spieler geschlagen. Bei vier weiteren Masters-Turnieren kam er jeweils in die dritte Runde und konnte dort u. a. Dominic Thiem, Stefanos Tsitsipas und Gaël Monfils besiegen. Sein erfolgreichstes Turnier spielte Hurkacz im August in Winston-Salem, wo er mit einem Dreisatzsieg gegen Benoît Paire seinen ersten ATP-Tour-Titel gewann.
Beim ATP Cup 2020 konnte er in der Vorrunde gegen Dominic Thiem, Borna Coric und Diego Schwartzman alle drei Vorrundenspiele gewinnen, schied aber dennoch mit Polen nach der Vorrunde aus. Nach dem Halbfinale in Auckland konnte er bei den Australian Open in der ersten Runde einen Zweisatzrückstand gegen Dennis Novak noch drehen und zog erstmals in die zweite Runde des Turniers ein. Das erfolgreichste Masters-Turnier des Jahres im Einzel spielte er im August in Rom, wo er in der zweiten Runde Andrei Rubljow in drei Sätzen besiegt hatte und Diego Schwartzman in der dritten Runde in drei Sätzen unterlag. Im Doppel gewann er überraschend beim Masters von Paris-Bercy den Titel – gemeinsam mit Félix Auger-Aliassime, mit dem er erst einmal zuvor im Doppel angetreten war. Gemeinsam besiegten sie dabei alle drei topgesetzten Paare des Turniers. Im Finale gegen Mate Pavić und Bruno Soares wehrten sie im zweiten Satz fünf Matchbälle ab, ehe sie den anschließenden Match-Tiebreak mit 10:2 gewinnen konnten.

## Erfolge
| Legende (Anzahl der Siege) |
| Grand Slam                 |
| ATP Finals                 |
| ATP Tour Masters 1000 (4)  |
| ATP Tour 500 (1)           |
| ATP Tour 250 (7)           |
| ATP Challenger Tour (3)    |

| ATP-Titel nach Belag |
| Hartplatz (9)        |
| Sand (1)             |
| Rasen (2)            |

### Einzel

#### Turniersiege

##### ATP Tour
| Nr. | Datum              | Turnier       | Belag         | Finalgegner         | Ergebnis       |
| --- | ------------------ | ------------- | ------------- | ------------------- | -------------- |
| 1.  | 24. August 2019    | Winston-Salem | Hartplatz     | Benoît Paire        | 6:3, 3:6, 6:3  |
| 2.  | 13. Januar 2021    | Delray Beach  | Hartplatz     | Sebastian Korda     | 6:3, 6:3       |
| 3.  | 4. April 2021      | Miami         | Hartplatz     | Jannik Sinner       | 7:64, 6:4      |
| 4.  | 26. September 2021 | Metz          | Hartplatz (i) | Pablo Carreño Busta | 7:62, 6:3      |
| 5.  | 19. Juni 2022      | Halle         | Rasen         | Daniil Medwedew     | 6:1, 6:4       |
| 6.  | 26. Februar 2023   | Marseille     | Hartplatz (i) | Benjamin Bonzi      | 6:3, 7:64      |
| 7.  | 15. Oktober 2023   | Shanghai      | Hartplatz     | Andrei Rubljow      | 6:3, 3:6, 7:68 |
| 8.  | 7. April 2024      | Estoril       | Sand          | Pedro Martínez      | 6:3, 6:4       |

##### ATP Challenger Tour
| Nr. | Datum            | Turnier     | Belag         | Finalgegner       | Ergebnis      |
| --- | ---------------- | ----------- | ------------- | ----------------- | ------------- |
| 1.  | 10. Juni 2018    | Posen       | Sand          | Taro Daniel       | 6:1, 6:1      |
| 2.  | 28. Oktober 2018 | Brest       | Hartplatz (i) | Ričardas Berankis | 7:5, 6:1      |
| 3.  | 12. Januar 2019  | Canberra II | Hartplatz     | Ilja Iwaschka     | 6:4, 4:6, 6:2 |

#### Finalteilnahmen
| Nr. | Datum            | Turnier  | Belag         | Finalgegner           | Ergebnis        |
| --- | ---------------- | -------- | ------------- | --------------------- | --------------- |
| 1.  | 14. August 2022  | Montreal | Hartplatz     | Pablo Carreño Busta   | 6:3, 3:6, 3:6   |
| 2.  | 29. Oktober 2023 | Basel    | Hartplatz (i) | Félix Auger-Aliassime | 6:73, 6:75      |
| 3.  | 23. Juni 2024    | Halle    | Rasen         | Jannik Sinner         | 6:78, 6:72      |
| 4.  | 24. Mai 2025     | Genf     | Sand          | Novak Đoković         | 7:5, 6:72, 6:72 |

### Doppel

#### Turniersiege

##### ATP Tour
| Nr. | Datum              | Turnier   | Belag         | Partner               | Finalgegner                 | Ergebnis           |
| --- | ------------------ | --------- | ------------- | --------------------- | --------------------------- | ------------------ |
| 1.  | 8. November 2020   | Paris     | Hartplatz (i) | Félix Auger-Aliassime | Mate Pavić Bruno Soares     | 6:73, 7:67, [10:2] |
| 2.  | 26. September 2021 | Metz      | Hartplatz (i) | Jan Zieliński         | Hugo Nys Arthur Rinderknech | 7:5, 6:3           |
| 3.  | 2. April 2022      | Miami     | Hartplatz     | John Isner            | Wesley Koolhof Neal Skupski | 7:65, 6:4          |
| 4.  | 12. Juni 2022      | Stuttgart | Rasen         | Mate Pavić            | Tim Pütz Michael Venus      | 7:63, 7:65         |

#### Finalteilnahmen
| Nr. | Datum         | Turnier | Belag | Partner               | Finalgegner                | Ergebnis  |
| --- | ------------- | ------- | ----- | --------------------- | -------------------------- | --------- |
| 1.  | 20. Juni 2021 | Halle   | Rasen | Félix Auger-Aliassime | Kevin Krawietz Horia Tecău | 6:74, 4:6 |

## Abschneiden bei Grand-Slam-Turnieren

### Einzel
| Turnier         | 2018 | 2019 | 2020 | 2021 | 2022 | 2023 | 2024 | 2025 | Karriere |
| --------------- | ---- | ---- | ---- | ---- | ---- | ---- | ---- | ---- | -------- |
| Australian Open | Q2   | 1    | 2    | 1    | 2    | AF   | VF   | 2    | VF       |
| French Open     | 2    | 1    | 1    | 1    | AF   | 3    | AF   | 1    | AF       |
| Wimbledon       | 1    | 3    |      | HF   | 1    | AF   | 2    |      | HF       |
| US Open         | 2    | 1    | 2    | 2    | 2    | 2    | 2    |      | 2        |

Zeichenerklärung: S = Turniersieg; F, HF, VF, AF = Einzug ins Finale / Halbfinale / Viertelfinale / Achtelfinale; 1, 2, 3 = Ausscheiden in der 1. / 2. / 3. Hauptrunde; Q1, Q2, Q3 = Ausscheiden in der 1. / 2. / 3. Qualifikationsrunde; nicht ausgetragen